# Ana Mendieta
Ana Mendieta (Cárdenas, 18 de noviembre de 1948 - Nueva York, 8 de septiembre de 1985) fue una artista conceptual, escultora, pintora y videoartista nacida en Cuba y criada en Estados Unidos. Es especialmente reconocida por sus obras de arte y performances en el marco del land art (arte terrestre). Llegó a Estados Unidos como refugiada en 1961 cuando tenía 12 años a través de la Operación Peter Pan y regresó a Cuba en varias ocasiones para recuperar sus raíces. También viajó por México y Europa. Murió a los 36 años, en 1985, al caer desde la ventana de su apartamento situado en el piso 34, después de una discusión con su marido, el artista estadounidense Carl Andre, quien fue juzgado por asesinato y absuelto. El trabajo de Mendieta era conocido sobre todo en el  entorno de la crítica de arte feminista. Años después de su muerte, especialmente a partir de una retrospectiva del Whitney Museo de Arte Estadounidense en 2004 y la retrospectiva en la Galería Haywart en Londres en 2013 está siendo revaluada como una artista pionera según el curador Ralph Rugoff por sus matices que "van desde el punto de vista nómada a las prácticas asociadas con el arte corporal, el arte terrestre, la performance, la escultura, la fotografía y el cine". Ella describió su trabajo como "earth-body" art.
Desde su primera exposición individual en 1971 cuando estudiaba en la Universidad de Iowa hasta su muerte creó diversas colecciones de trabajos que incluyeron siluetas de su cuerpo creadas en barro, tierra, rocas, flores silvestres y hojas. Elaboró performances que evocaban las tradiciones populares centrándose con frecuencia en la práctica de santería. En sus piezas utilizaba a veces la sangre "como un elemento mágico y poderoso" que evocaba el poder de la sexualidad femenina y el horror de la violencia sexual masculina. En sus fotografías auto-retrato distorsionaba sus rasgos en vidrio, se imaginaba a sí misma goteando en sangre o disfrazada de hombre pegándose vello facial. Entre sus primera obras está Silueta. En 1973, consternada por la brutal violación y asesinato de Sara Ann Otten, una estudiante de enfermería de la Universidad de Iowa, Mendieta se untó con sangre y se ató a una mesa, invitando a la audiencia a dar testimonio. A lo largo de su carrera trabajó en Estados Unidos, Cuba, México e Italia.

## Biografía

### Primeros años y salida de Cuba
Ana Mendieta nació en Cárdenas en una prominente familia de la política y la sociedad cubana. Su bisabuelo por parte de madre, Carlos María de Rojas, había sido un general en la lucha por la independencia de Cuba frente a los españoles llegando a incendiar su propia plantación de azúcar para evitar que los españoles pudieran beneficiarse. Su tíoabuelo por parte de padre fue Carlos Mendieta que había sido presidente provisional de Cuba entre 1934 y 1935. Era la segunda de tres hermanos, Ignacio y Raquel Mendieta. Creció en un ambiente de clase media. Su padre, Ignacio, fue un abogado con importantes conexiones políticas, participó en la lucha contra Fulgencio Batista y fue inicialmente partidario de Fidel Castro, siendo nombrado asistente en el ministerio de estado posrevolucionario en 1959, pero a causa de sus convicciones católicas, desilusionado con el anticatolicismo de la nueva Cuba, más tarde se involucró en la organización de actividades contrarrevolucionarias. Temiendo por la seguridad de sus hijas, en 1961 fueron enviadas a Estados Unidos. Ana tenía 12 años cuando aterrizó en el aeropuerto de Miami el 11 de septiembre y su hermana Raquelín 14. Su salida se logró en el marco de la denominada Operación Peter Pan, una acción organizada por la Diócesis Católica de Miami programa de colaboración entre el gobierno de los Estados Unidos y la red de caridad cristiana Catholic Charities para sacar a jóvenes cubanos del país en el que se estaba produciendo la "revolución comunista". Para Ana era una aventura (...) cuando llegó a Miami besó el suelo" explicó más tarde su hermana Raquel. Su euforia duró poco. Muchas de las familias de los niños involucrados tenían familia en Estados Unidos pero Ana y su hermana no. Pasaron las primeras semanas en un campamento de refugiados hasta ser trasladadas a Dubuque, en Iowa. Ana Mendieta pasó seis años entre hogares de acogida e iglesias-vivienda hasta que volvieron a reunirse con su madre y su hermano. En esa época las palizas y el confinamiento eran castigos comunes por el menor delito, las hermanas se separaron y pasaron varios años de un hogar de acogida a otro, aunque según explicó Raquel tras su muerte, siempre estuvieron especialmente unidas e incluso la ayudó en algunas ocasiones a ejecutar sus obras. Es en esta etapa de adolescencia cuando viven por primera vez la discriminación racial en el oeste medio de Estados Unidos durante los movimientos civiles de los años 60, época en la que Ana se siente desplazada.
No volvió a ver a su madre y su hermano menor hasta el 29 de enero de 1966 cuando salieron de Cuba en un llamado "Vuelo de la Libertad" y se establecieron en Cedar Rapids, Iowa, cerca de Ana y Raquelín. A su padre no lo volvió a ver hasta 1979, dieciocho años después de su separación ya que fue encarcelado en Cuba por deslealtad a Castro, por su participación en la operación de la invasión de Bahía de Cochinos. Murió poco después de llegar a Estados Unidos.

### Desarrollo artístico
Estudió en la Universidad de Iowa donde inició su trayectoria artística. Recibió un B.A. en 1969 y la maestría en Bellas Artes en 1972. En el mismo año se incorporó a Intermedia, un programa de la universidad fundado en 1968 -fue el primer programa interdisciplinar de arte del país- donde se animaba al alumnado a ir más allá de los límites tradicionales de la pintura, el grabado o la escultura a campos emergentes como el vídeo o el arte conceptual- bajo la instrucción del artista y académico Hans Breder, una de sus principales influencias en su periodo de formación. Según explicó Mendieta más tarde, en 1985 durante una conversación con Joan Marther "El punto de inflexión en mi arte fue en 1972 cuando me di cuenta de que mis pinturas no eran lo suficientemente reales para lo que quería que las imágenes transmitieran, y por real quiero decir que quería que mis imágenes tuvieran poder, que fueran mágicas". En 1971 realizó su primera exposición individual.
En 1972 creó su primer trabajo cuerpo-tierra Grass on Woman seguido de Death of a Chicken realizado en el estudio Intermedia de la universidad. Fue Hans Breder quien introdujo México en la vida de Mendieta, en un viaje de estudios a los sitios arqueológicos de Oaxaca donde la artista desarrolló un sentido reverencial por el espacio sagrado describiendo su experiencia "como volver a la fuente, pudiendo obtener algo de magia con solo estar allí". México se convirtió en algo así como su lugar de acogida y fueron los primeros viajes a este país el punto inspiración para su serie "Silueta" en el que invirtió siete años de su carrera (1973-1980).
En 1973 realizó una performance en su propio apartamento, presentándose a sí misma como la víctima, untada con sangre y atada a una mesa, invitando a sus compañeros y compañeras al apartamento para "presenciar" la escena del crimen. Estaba inspirada en la memoria de Sara Ann Otten, una estudiante de enfermería de apenas 20 años de la Universidad de Iowa violada y asesinada. Su cuerpo fue encontrado en un dormitorio una noche durante las vacaciones de primavera, había sido salvajemente golpeada y ahogada hasta la muerte. El asesino luego humedeció la cabeza y el cabello de su víctima, probablemente en un intento de revivirla o de lavar la sangre, dejando atrás un cubo lleno de agua sangrienta. Ottens fue violada después de su muerte por vía rectal y vaginal con un palo de escoba con sangre que se había utilizado para ahogarla. Fue el primer asesinato que tuvo lugar en el campus de la Universidad de Iowa en sus 126 años de historia.
Aunque en general no quería hablar directamente del significado de su trabajo, cuando Ana habló de las piezas en las que había trabajado con sangre en entrevistas posteriores, siempre explicó que se había sentido conmovida a hacer obras para abordar la violencia debido al asesinato en marzo de 1973 de Sarah Ann Ottens. En 1977 Mendieta le dijo a un periodista del periódico universitario en que comenzó a fabricar estas piezas después de la muerte de Ottens, "como una reacción a la idea de violencia contra las mujeres". Años más tarde, Mendieta volvió a referirse a Ottens cuando escribió, en una carta al curador del museo, "Me involucré mucho con el tema de la violación en 1973 cuando una joven estudiante de la Universidad de Iowa fue encontrada asesinada después de haber sido brutalmente violada". La artista creó Moffitt Building Piece dos meses después del asesintao de Ottens, un vídeo de tres minutos en los que muestra la reacción de las personas enfrentándose a la visión de la sangre.
Desde 1976 hasta poco después de completar su posgrado, un Máster en Bellas Artes en multimedia y video en 1977, Mendieta viajó con frecuencia a Nueva York con Breder donde empezó a relacionarse con algunos artistas locales, familiarizarse con la escena artística y el clima político de Nueva York de los 70 por lo que cuando se mudó allí en 1978 ya tenía una red de círculos artísticos en los que podría trabajar. Encontró un apartamento en Sullivan Street.

#### Conexión con el movimiento de arte feminista (1978)
Empezó a experimentar con los elementos que impregnaron el arte popular de la década de los 70 feminismo, performance, arte de la tierra, vídeo, instalación, con el énfasis en el proceso y el cuerpo y la relación entre el trabajo artístico y el espectador. Tiempos en los que el arte incorporaba el activismo social de los movimientos de derechos civiles y el feminismo.
Conectó con artistas feministas como Nancy Spero, Mary Beth Edelson y Carolee Schneemann cofundadoras de la A.I.R Gallery en Wooster Street, la primera galería de arte gestionada por las propias mujeres artistas creada en Estados Unidos en 1972 a la que Mendieta se sumó en 1979 con el apoyo de Edelson. "No teníamos una agenda ni una forma de pensar unificadas", explica Attie, otra de las artistas fundadoras, "excepto que queríamos todo lo que los hombres tenían en el mundo del arte. Para la mayoría de nosotras, eso significaba reconocimiento". Cuando Edelson organizó una fiesta de disfraces para Louise Bourgeois, Mendieta se vistió como Frida Kahlo. Fue a través de Nancy Spero que Mendieta conoció al artista minimalista Carl Andre en la A.I.R. Gallery, con quien se casó el 17 de enero de 1985.
En la A.I.R. Gallery se sumó al Grupo de Trabajo sobre Discriminación contra las mujeres en artistas minoritarios y fue curadora de la exposición “Dialéctica del aislamiento: una Exposición de Mujeres Artistas del Tercer Mundo de los Estados Unidos ", celebrada en la A.I.R. Gallery en 1980. Mendieta, según analistas de su obra, fue activa en los círculos de arte feminista y se involucró en la A.I.R. Gallery de 1978 a 1982 además de contribuir a la publicación de arte feminista Heresies sin embargo se mostró recelosa de ser encasillada como feminista o simplemente como artista latina.
Lucy R. Lippard, escritora y una influyente miembro de la escena artística de Nueva York, mencionó los primeros trabajos de Mendieta sobre la violación, el abuso y la violencia contra las mujeres en la revista feminista Ms. y un año después utilizó sus trabajos para ilustrar uno de sus artículos en Art in America.

#### Reconexión con Cuba (1980)
En Nueva York Mendieta frecuentó a otros cubanos expatriados quienes apoyaron su deseo de regresar a su tierra. Su primera oportunidad llegó en enero de 1980 formando parte de un intercambio cultural con Cuba a través del Círculo de Cultura Cubana, un viaje que le permitió reconectarse con sus orígenes culturales y con el sentimiento de pérdida tras la salida de su país. Utilizó la santería en el arte como elemento de conexión con su tierra natal. "Habiendo sido arrancada de mi tierra natal durante mi adolescencia, estoy abrumada por la sensación de haber sido expulsada del vientre. Mi arte es la forma en que restablece los lazos que me unen al universo”.
Mendieta había conocido la santería -sincretismo entre catolicismo y tradiciones africanas yoruba- a través los criados en su casa de Cuba. En la única pieza que incorpora sacrificios animales es en "Death of a Chicken" (1972). El elemento clave es la sangre que en santería representa la fuerza vital y que Mendieta utiliza con frecuencia en sus obras.
En los siguientes tres años, viajó a Cuba en siete ocasiones, a veces actuando como guía en el programa de intercambio cultural o para exponer o crear. Se comprometió especialmente en el acercamiento e intercambio cultural y artístico entre Cuba y Estados Unidos.

#### Roma (1983 - 1985)
En 1983 ganó el Premio Roma, con una beca de la Academia Estadounidense en Roma que le permitió trasladar su residencia en la capital italiana. Mendieta comenzó a crear «objetos» de arte, incluyendo dibujos y esculturas. Siguió utilizando elementos naturales en sus obras. Se enamoró de la ciudad, describiéndola a sus amigos como un cruce entre Cuba y Nueva York. Por un tiempo, su relación con André tocó fondo, sin embargo posteriormente, por sorpresa se reencontraron y se casaron en una ceremonia privada en Roma el 17 de enero de 1985. Sin embargo, a su regreso a Nueva York en agosto, explicó a sus amigos que sospechaba que él tenía un romance en Berlín, donde había estado trabajando de vez en cuando.
El 5 de septiembre de 1985 la pareja cenó con Spero y su esposo, el pintor León Golub. Nancy Spero describió posteriormente la cena como "feliz y relajada".
Ana Mendieta falleció en la madrugada del 8 de septiembre de 1985 en Nueva York debido a una caída desde su apartamento en el piso 34 de Greenwich Village, donde vivía con su esposo, Carl Andre. Justo antes de su muerte, los vecinos habían oído a la pareja discutiendo violentamente, aunque no hubo ningún testigo del altercado. Andre fue juzgado y absuelto del cargo de asesinato. Durante los tres años de juicio, el abogado de Carl Andre describió la muerte de Mendieta como un posible accidente o suicidio.

## Obras
Las obras de Ana Mendieta fueron autobiográficas y enfocadas a temas como el feminismo, la violencia, la vida, la muerte, el lugar y la pertenencia. Mendieta se concentró en una relación física y espiritual con la Tierra, muy especialmente en su serie «Silueta» (1973-1980) en la que representó siluetas femeninas en la naturaleza —en barro, arena y hierba— con materiales naturales que iban desde hojas y ramas, hasta sangre, imprimiendo sobre su cuerpo o pintando su silueta en una pared.
Tenía especial admiración hacía la cultura taína de los habitantes nativos de las Antillas prehispánicas, de quien como cubana se consideraba descendiente cultural y de la cual hacía constantes referencias en sus escritos. Incluso nombró a sus Esculturas rupestres en honor a diosas taínas.

### Silueta(1973-1980)
Cuando comenzó con su obra «Silueta» en la década de 1970, fue una de los muchos artistas que experimentó con géneros emergentes como Land Art, Body Art y Performance. Posiblemente Ana Mendieta haya sido la primera persona en combinar dichos géneros, creando uno nuevo, al que bautizó como esculturas «earth-body». A menudo, utilizó su propio cuerpo desnudo para explorar y conectarse con la Tierra, como se ve en su obra Imagen de Yagul, de la serie Silueta en México, 1973-1977.  La primera vez que Mendieta utilizó sangre para hacer arte fue en 1972, cuando creó la obra Sin título (Muerte de un pollo), en la cual estaba su cuerpo desnudo delante de una pared blanca sosteniendo por sus pies un pollo recién decapitado con sangre salpicada en su cuerpo desnudo. Consternada por la brutal violación y asesinato de Sara Ann Otten, una estudiante de enfermería de la Universidad de Iowa, Ana se untó con sangre y se ató a una mesa en el año 1973, invitando a la audiencia a dar testimonio. En la obra People Looking at Blood Moffitt (1973), una serie de fotografías, en la cual hay en la vereda un trapo con sangre derramada y un tránsito de gente aparentemente interminable que camina observando la sangre sin detenerse, hasta que el hombre de al lado (la vidriera de la tienda lleva el nombre H.F. Moffitt) sale para limpiarlo.
Mendieta también creó la silueta femenina utilizando la naturaleza como su lienzo y su medio. Utilizó su cuerpo para crear siluetas en la hierba, en la arena y la suciedad y de fuego. Untitled (Ochún) (1981), llamada así por la diosa de las aguas de Santería, que una vez señaló hacia el sur desde la costa de Key Biscayne, Florida. Entierro del Ñañigo (Ñañigo Burial) (1976), con un título tomado del nombre popular de una hermandad religiosa afro-cubana, es un conjunto de velas negras en el suelo que forma el contorno del cuerpo de la artista. A través de estas obras, que cruzan las fronteras de la performance, el cine y la fotografía, Mendieta exploraba su relación con el lugar, así como una relación mayor con la Madre Tierra o la figura de la «Gran Diosa».
Mary Jane Jacob sugiere en su libro Ana Mendieta: The "Silueta" Series (1973-1980) que gran parte del trabajo de Mendieta fue influenciado por su interés por la santería y su conexión con Cuba. Jacob atribuye al «uso ritualístico de la sangre» y el uso de la pólvora, la tierra y las rocas a los tradicionales rituales de santería. Jacob también señala la importancia de la figura de la madre, refiriéndose a la deidad maya Ix Chel, la madre de los dioses.

### Fotolitografía deEsculturas rupestres(1981)
Como se documenta en el libro Ana Mendieta: A Book of Works, editado por Bonnie Clearwater, antes de su muerte, Mendieta estaba trabajando en una serie de foto-grabados de esculturas rupestres que ella había creado en Escaleras de Jaruco, del parque estatal de Jaruco en La Habana. Sus esculturas se titularon Esculturas rupestres (1981), las cuales consisten en una serie de figuras femeninas grabadas en las paredes de dos cuevas de Escaleras de Jaruco, y el libro de grabados fotográficos estaba siendo creado para preservar estas esculturas, como un testamento de la intertextualidad de su obra. Clearwater explica cómo las fotografías de esculturas de Mendieta eran a menudo tan importantes como la pieza que se documentaba, ya que la naturaleza de su trabajo era impermanente. Mendieta dedicó mucho tiempo y pensamiento en la creación de las fotografías como lo hizo en las esculturas mismas.
Regresó a La Habana, Cuba, el lugar de su nacimiento y del nacimiento de este proyecto, pero ella seguía explorando su sentido del desplazamiento y la pérdida, según Clearwater. Las Esculturas rupestres que creó también fueron influenciadas por el pueblo taíno que ella estudió.
Mendieta había completado cinco foto-grabados de las Esculturas rupestres antes de su muerte en 1985. El libro Ana Mendieta: A Book of Works, publicado en 1993, contiene dos fotografías de las esculturas, así como notas de Mendieta sobre el proyecto.

### Body Tracks(1982)
Body Tracks (Rastros corporales) son marcas largas y borrosas hechas por las manos y los antebrazos de Ana Mendieta, cuando se deslizó por un pedazo grande de papel blanco durante una actuación principal con pulsante música cubana.

### Rape Scene(1973)
Rape Scene es una de las obras más duras de Ana Mendieta. La obra fue presentada e inaugurada en 1973 en la ciudad de Iowa. La pieza está basada en la historia real de una estudiante de la Universidad de Iowa, donde la propia Mendieta estudiaba, que había sido brutalmente violada ese mismo año. La obra se creó en el apartamento de la propia Mendieta. Una noche invitó a comer a los participantes y espectadores de la obra que, al llegar a casa de Mendieta en el Campus se encontraron la puerta abierta, desde donde se podía ver un cuerpo al fondo de la última habitación. Cuando los amigos y estudiantes invitados entraron al interior pudieron observar el cuerpo de Ana Mendieta, tendido encima de una mesa, con sogas en las manos y los pies. Se encontraba desnuda de cintura para abajo y llena su propia sangre.

## Exposiciones

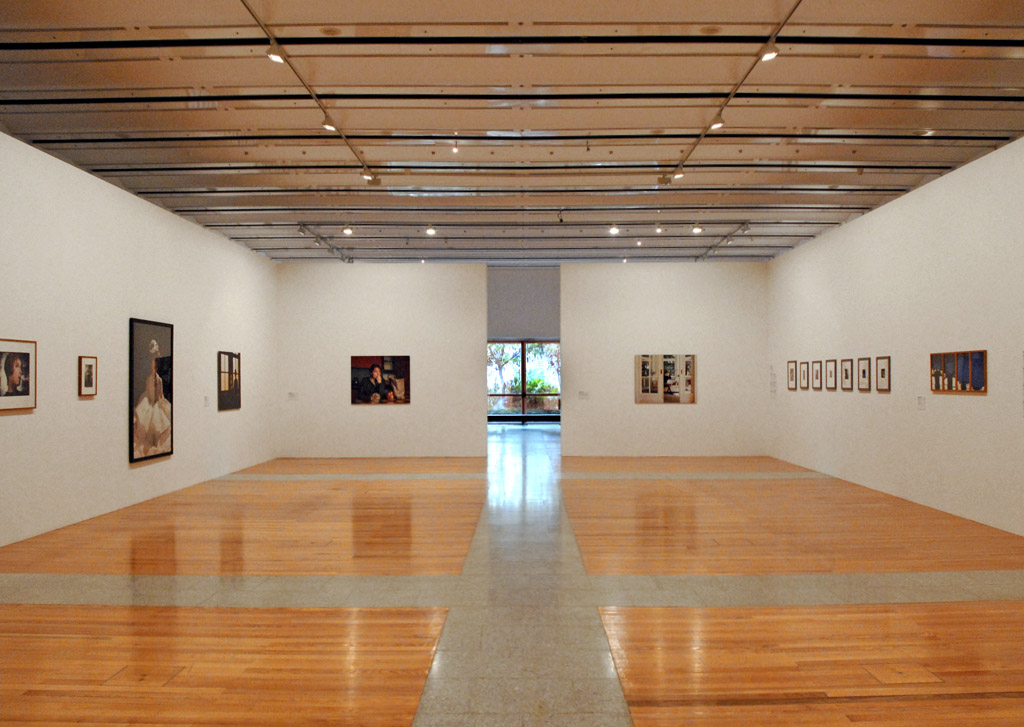
Salón «del arte femenino», con la presentación de fotografías de las artistas Ana Mendieta, Cindy Sherman y Helena Almeida, entre otras. Trabajos presentados en el Museo Colección Berardo de Lisboa, 2006.

En 1979 presentó una exposición individual de sus fotografías en el A.I.R. Gallery de Nueva York. El Nuevo Museo de Arte Contemporáneo en Nueva York exhibió la primera obra de Mendieta en 1987. Desde su muerte, Ana ha sido reconocida internacionalmente con exposiciones retrospectivas de museo como «Ana Mendieta», en el Instituto de Arte de Chicago (2011); «Ana Mendieta en contexto: trabajo público y privado», de La Cruz Colección, Miami (2012). En 2004 el Museo Hirshhorn y Jardín de Esculturas en Washington D. C., organizó «Earth Body, escultura y performance», una gran retrospectiva que viajó al Museo Whitney de Arte Americano de Nueva York, Des Moines Art Center de Iowa, y Museo de Arte de Miami de Florida (2004).
En 2022 se incluyen cuatro de sus obras en la II Edición de la Iberoamericana de Toro, gracias a una colaboración con el Museo Nacional Centro de Arte Reina Sofía.
En 2024, el Museo de Arte Contemporáneo de Castilla y León, MUSAC, ubicado en León (España), presenta una retrospectiva de la obra de Ana Mendieta, titulada En búsqueda del origen, con obras nunca antes expuestas de la artista.

## Colecciones
Los trabajos de Ana Mendieta se destacan en muchas colecciones públicas importantes, como el Museo Solomon R. Guggenheim, el Museo Metropolitano de Arte, Museo Whitney de Arte Estadounidense, Museo de Arte Moderno de Nueva York, el Instituto de Arte de Chicago, el Centro Pompidou de París, el Museo de Arte Moderno y Contemporáneo de Ginebra, y el Tate Modern de Londres.

## Premios y reconocimientos
- Subvención de la National Endowment for the Arts, Washington (1977);[29]
- Subvención de Creative Arts Program Services, Fundación de las Artes de Nueva York (1979);[29]
- Beca de la Fundación John Simon Guggenheim (1980);[29]
- Subvención de New York State Council on the Arts (1982);[29]
- Beca de la National Endowment for the Arts Fellowship, Washington (1982);[29]
- Premio de Roma, Academia estadounidense de Roma, Italia (1983);[29]
- Premio en Artes visuales, Southeastern Center for Contemporary Art (SECCA), Winston-Salem (1984);[29]
- Premio a la trayectoria en Artes visuales (Lifetime Achievement Award) por la Fundación Cintas (2009).[26]

## Mercado del arte
Las obras y originales de Ana Mendieta están gestionados por la Galería Lelong de Nueva York. Su obra está también representada por Alison Jacques Gallery de Londres.

## Controversia sobre su muerte
Ana Mendieta murió en la madrugada del 8 de septiembre de 1985 tras caer de la ventana de su apartamento, situado en el piso 34 de Greenwich Village 300 Mercer Street, donde vivía con su marido, el escultor minimalista Carl Andre. Justo antes de su muerte, su vecindario escuchó a la pareja discutiendo violentamente. No hubo testigos visuales de los acontecimientos previos a la muerte de Mendieta. Una grabación de Andre al 911 lo registró diciendo: "Mi esposa es una artista, y yo soy un artista, y tuvimos una pelea sobre el hecho de que yo estaba más, eh, expuesto al público que ella. Y ella se fue a la habitación, y yo la seguí, y ella se tiró por la ventana".
Ambos habían bebido mucho. Más tarde, Andre afirmó que no recordaba nada de los acontecimientos que la llevaron a su muerte y que incluso pudo haberse suicidado, pero quienes la conocían bien, y sabían de su miedo agudo a las alturas, pensaron que era poco probable. Muchos pensaron que la había empujado o incluso arrojado por la ventana durante una discusión.
Cuando la policía llegó encontraron la habitación de la pareja desordenada y Andre con rasguños en la nariz y en los brazos. Sus declaraciones iniciales diferían de lo que había grabado en el mensaje a emergencias. Fue arrestado y acusado de asesinato. En el juzgado un portero declaró que escuchó a una mujer gritar "No" varias veces sobre las 5.30 a. m. y luego el golpe sordo del cuerpo cuando golpeó el techo de la tienda de delicatessen.
Después de tres acusaciones por separado en 1988, Andre fue juzgado y absuelto del asesinato de Mendieta. Durante tres años de procedimientos legales, el abogado de Andre describió la muerte de Mendieta como un posible accidente o suicidio. El juez no encontró a Andre culpable aduciendo que existía una duda razonable.
La absolución fue especialmente cuestionada por la familia de Mendieta, amigos que cuestionan que fuera juzgado por un juez y no por un jurado sin que el fiscal le interrogara y grupos feministas del mundo del arte que denuncian la discriminación que sufrió su caso ante la justicia por cuestión de raza y por ser refugiada frente a un artista "cuyo pasado violento es eclipsado sistemáticamente por su estatus y privilegio". También denuncian que durante el juicio el arte de Mendieta se utilizó como "prueba" de una supuesta inestabilidad mental y no se consideraron testimonios de testigos incriminatorios clave. La escritora feminista y académica B. Ruby Rich en un largo artículo publicado en el periódico Village Voice denunciaba que "había muchas cosas que no se hicieron bien en el juicio" y recriminaba que  "No menos importante la forma cínica en que sus abogados trataron de usar su arte para respaldar la sugerencia de que se suicidó. Muchas figuras poderosas en el mundo del arte de Nueva York se unieron en esto".
Desde entonces han organizado varias acciones de protesta denunciando también el intento de borrar a Mendieta del canon y de la historia de Carl Andre.

### ¿Dónde está Ana Mendieta?
En 1992 el Museo Guggenheim de Nueva York inauguró una nueva galería en el Soho. En la presentación inaugural se concentraron unas 500 manifestantes feministas, muchas de ellas con pancartas que decían Where Is Ana Mendieta [¿Dónde está Ana Mendieta?] para protestar por el hecho de que en la exposición habían incluido una obra de Carl Andre pero se habían olvidado de Ana Mendieta apenas siete años después de su muerte.
En 2010, se celebró en la Universidad de Nueva York un simposio llamado Where Is Ana Mendieta [¿Dónde está Ana Mendieta?] para conmemorar el 25° aniversario de su muerte.
El 14 de mayo de 2014, el grupo feminista No wave Performance Task Force puso en escena una protesta frente al Dia Art Foundation, donde tenía lugar una retrospectiva de Carl Andre. El grupo depositó un montón de sangre animal e intestinos frente al establecimiento, con las manifestantes en chándales transparentes con "Deseo que Ana Mendieta siguiera viva" escrito sobre ellos. En marzo de 2015, el No Wave Performance Task Force y un grupo de poetas feministas de Nueva York viajaron a Beacon, Nueva York, para protestar por la retrospectiva de Andre en el Dia Beacon, donde gritaron intensamente en la galería principal, hicieron siluetas en la nieve de los terrenos del museo y tiñeron la nieve con pimentón, granas y sangre falsa.
En junio de 2016 durante la inauguración del nuevo edificio de Tate Modern el grupo activista WHEREISANAMENDIETA y Sisters Uncut, un grupo activista contra la violencia hacia las mujeres, organizaron una protesta ante quienes visitaban la Switch House que prometía una "mayor variedad de obras de arte" y mostrar a más artistas de todo el mundo, denunciando que el trabajo de Carl Andre se exhibía mientras que el de Ana Mendieta estaban en la bodega del museo, además de la falta de artistas mujeres y especialmente de mujeres de color.
En septiembre de 2016 en la exposición retrospectiva de Carl Andre en el Hamburger Bahnhof el grupo activista WHEREISANAMENDIETA organizó una acción de protesta para denunciar que no se mencionara el nombre de Mendieta en la misma.
En 2017 el grupo activista WHEREISANAMENDIETA participó en la Berlín Art Link recordando la memoria de Ana Mendieta y denunciando los mecanismos de explotación e hipocresía en el mundo del arte.
En 2018 estuvo representada en la exposición Territorios que importan. Género, arte y ecología organizada por el Centro de Arte y Naturaleza de Huesca (CDAN) con la obra Sin título (Serie Siluetas). 1980.
Desde su muerte se han organizado numerosas retrospectivas de la obra de Ana Mendieta.